# 小田切光永
小田切 光永（おだぎり みつなが）は、戦国時代の武士。甲斐武田氏家臣。

## 経歴・人物
武田勝頼に従い、兄光季と共に天正3年（1575年）の長篠の戦いにて討死する。